# Rudolphus Hamerster Dijkstra
Rudolphus Ludovicus Adrianus Hamerster Dijkstra (Arum, 25 november 1833 - Bloemendaal, 26 maart 1878) is een voormalig burgemeester.
Midden 1864 begon hij zijn burgemeesterscarrière in Franeker. Hamerster Dijkstra werd aangesteld als Sneker burgervader nadat deze stad van 12 december tot 31 december burgemeesterloos was. Hij zou het ambt uitvoeren tot 4 september 1873. Hierna werd hij opgevolgd door Jan ten Cate.